# Comunitat de comunes de les Portes de Rosheim
La Comunitat de comunes de les Portes de Rosheim (oficialment: Communauté de communes des Portes de Rosheim) és una Comunitat de comunes del departament del Baix Rin, a la regió del Gran Est.
Creada al 1992, està formada 9 municipis i la seu es troba a Rosheim.

## Municipis
1. Bischoffsheim
2. Bœrsch
3. Grendelbruch
4. Griesheim-près-Molsheim
5. Mollkirch
6. Ottrott
7. Rosenwiller
8. Rosheim
9. Saint-Nabor